# Панамериканский Кубок по волейболу среди мужчин 2007
2-й розыгрыш Панамериканского Кубка по волейболу среди мужчин прошёл с 3 по 8 июня 2007 года в Санто-Доминго (Доминиканская Республика) с участием 7 национальных сборных команд стран-членов NORCECA. Победителем стала сборная Мексики.

## Команды-участницы
Доминиканская Республика, Канада, Куба, Мексика, Панама,  Пуэрто-Рико, Тринидад и Тобаго.

## Система проведения турнира
7 команд-участниц на предварительном этапе разбиты на две группы. Победители групповых турниров напрямую выходят в полуфинал плей-офф. Команды, занявшие в группах 2-е—3-и места, выходят в четвертьфинал и в стыковых матчах определяют ещё двух участников полуфинала. Полуфиналисты по системе с выбыванием определяют призёров первенства.

## Предварительный этап

### Группа А
| М | Команда     | 1   | 2   | 3   | И | В | П | С/П | О |
| - | ----------- | --- | --- | --- | - | - | - | --- | - |
| 1 | Пуэрто-Рико |     | 3:1 | 3:1 | 2 | 2 | 0 | 6:2 | 4 |
| 2 | Мексика     | 1:3 |     | 3:2 | 2 | 1 | 1 | 4:5 | 3 |
| 3 | Канада      | 1:3 | 2:3 |     | 2 | 0 | 2 | 3:6 | 2 |

3 июня: Пуэрто-Рико — Канада 3:1 (25:17, 17:25, 25:17, 28:26).
4 июня: Мексика — Канада 3:2 (19:25, 25:23, 21:25, 25:22, 16:14).
5 июня: Пуэрто-Рико — Мексика 3:1 (25:23, 25:27, 26:24, 25:19).

### Группа В
| М | Команда                  | 1   | 2   | 3   | 4   | И | В | П | С/П | О |
| - | ------------------------ | --- | --- | --- | --- | - | - | - | --- | - |
| 1 | Куба                     |     | 3:0 | 3:0 | 3:1 | 3 | 3 | 0 | 9:1 | 6 |
| 2 | Доминиканская Республика | 0:3 |     | 3:1 | 3:0 | 3 | 2 | 1 | 6:4 | 5 |
| 3 | Панама                   | 0:3 | 1:3 |     | 3:0 | 3 | 1 | 2 | 4:6 | 4 |
| 4 | Тринидад и Тобаго        | 1:3 | 0:3 | 0:3 |     | 3 | 0 | 3 | 1:9 | 3 |

3 июня: Куба — Панама 3:0 (25:14, 25:21, 25:18); Доминиканская Республика — Тринидад и Тобаго 3:0 (27:25, 25:13, 25:23).
4 июня: Куба — Тринидад и Тобаго 3:1 (23:25, 25:15, 25:19, 30:28); Доминиканская Республика — Панама 3:1 (25:27, 25:20, 25:22, 25:15).
5 июня: Панама — Тринидад и Тобаго 3:0 (27:25, 25:18, 26:24); Куба — Доминиканская Республика 3:0 (25:23, 25:22, 25:20).

## Плей-офф

### Четвертьфинал
6 июня
Мексика — Панама 3:0 (25:14, 26:24, 25:16)
Канада — Доминиканская Республика 3:0 (25:23, 25:15, 25:23)

### Матч за 5-е место
7 июня
Доминиканская Республика — Панама 3:0 (25:16, 25:22, 25:23)

### Полуфинал
7 июня
Мексика — Куба 3:1 (25:21, 20:25, 25:21, 25:22)
Пуэрто-Рико — Канада 3:1 (22:25, 25:19, 27:25, 25:20)

### Матч за 6-е место
8 июня
Тринидад и Тобаго — Панама 3:0 (25:20, 26:24, 25:17)

### Матч за 3-е место
8 июня
Куба — Канада 3:1 (25:21, 25:27, 25:21, 25:19)

### Финал
8 июня
Мексика — Пуэрто-Рико 3:1 (26:24, 25:22, 21:25, 25:20)

## Итоги

### Положение команд
| Мексика                     |
| Пуэрто-Рико                 |
| Куба                        |
| 4. Канада                   |
| 5. Доминиканская Республика |
| 6. Тринидад и Тобаго        |
| 7. Панама                   |

### Призёры
Мексика: Марио Бекерра, Хесус Гонсалес, Давид Альба, Густаво Мейер, Педро Ранхель, Ирвинг Брисио, Игнасио Рамирес, Хуан Гарсия, Хосе Мартелл, Томас Агилера, Раймундо Вальдес, Фабиан Леаль. Главный тренер — Карлос Новоа.
  Пуэрто-Рико: Грегори Берриос, Карлос Рамирес, Анхель Матиас, Виктор Бёрд, Роберто Мунис, Давид Менендес, Алексис Матиас, Фернандо Моралес, Хуан Фигероа, Энрике Эскаланте, Хосе Нуньес. Главный тренер — Хорхе Перес Венто.
  Куба: Дарьен Феррер Делис, Ядьер Санчес Сьерра, Османи Камехо Дуррути, Педро Лопес Фернандес, Райдель Дельгадо Гонсалес, Йосвани Гонсалес Николас, Йоандри Леаль Идальго, Давид де ла Торре Морель, Йосньер Гильен Гато. Главный тренер — Хуан Карлос Гала.

### Индивидуальные призы
MVP:  Хосе Мартелл
Лучший нападающий:  Ядьер Санчес Сьерра
Лучший блокирующий:  Райдель Гонсалес
Лучший на подаче:  Марк Доддс
Лучший в защите:  Анхель Матиас
Лучший связующий:  Фернандо Моралес
Лучший либеро:  Амаури Мартинес
Самый результативный:  Ядьер Санчес Сьерра